# Ali Khan (actor)
Ali Khan (Nottingham, Inglaterra, 18 de mayo de 2001) es un actor británico de ascendencia pakistaní. En televisión, es conocido por su papel en la serie de BBC Three Red Rose (2022) y la comedia de Channel 4 Everyone Else Burns (2023). Entre las películas en las que ha participado se encuentra A Haunting in Venice (2023).

## Biografía, primeros años y educación
Khan nació en Nottingham, Inglaterra.
Sus raíces familiares se encuentran en Azad Cachemira, Pakistán, donde, a través de su madre Sadi Khan, una empresaria y ganadora del premio MBE, su bisabuela fue la primera maestra de su pueblo, mientras que su bisabuelo donó tierras en Poonch para que los lugareños pudieran construir una universidad.
Khan comenzó a tomar clases de actuación en Television Workshop a la edad de 9 años. Asistió a Trent College, donde fue becario de teatro y completó A Levels en Política, Geografía e Historia en 2019. En 2022, se graduó en el King's College de Londres con una licenciatura en Historia, y quedó personalmente impactado por los seminarios del Dr. Reza Zia-Ebrahimi sobre raza, orientalismo e islamofobia.

## Carrera
En 2017, Khan hizo su debut cinematográfico en Pin Cushion, protagonizada por Joanna Scanlan y Lily Newmark. Más tarde hizo su debut televisivo en 2022 con un papel principal como Tariq "Taz" Sadiq en la serie de terror de BBC Three Red Rose, así como apariciones especiales en la serie de Paramount + Halo y la serie de Sky Comedy Rosie Molloy Gives Up Everything. También apareció en la película de  Netflix The School for Good and Evil como Chaddick.
Al año siguiente, Khan interpretó a Joshua en la comedia de Channel 4 Everyone Else Burns, y a Nicholas Holland junto a Emma Laird como Desdemona Holland en la película de Kenneth Branagh A Haunting in Venice.

## Filmografía

### Películas
| Año  | Título                       | Papel            | Notas               |
| ---- | ---------------------------- | ---------------- | ------------------- |
| 2017 | Pin Cushion                  | Callum           |                     |
| 2018 | The Things We Do             | Zahir            | Cortometraje        |
| 2019 | 6 Underground                | Attack Helper    |                     |
| 2022 | The School for Good and Evil | Chaddick         | Película de Netflix |
| 2023 | A Haunting in Venice         | Nicholas Holland |                     |

### Televisión
| Año  | Título                           | Papel             | Notas       |
| ---- | -------------------------------- | ----------------- | ----------- |
| 2022 | Halo                             | Attu              | 1 episodio  |
| 2022 | Red Rose                         | Tariq "Taz" Sadiq | 8 episodios |
| 2022 | Rosie Molloy Gives Up Everything | Freddy            | 1 episodio  |
| 2023 | Everyone Else Burns              | Joshua            | 6 episodios |
| 2024 | Showtrial                        | Mani Malik-Cohen  | 5 episodios |